# Cair no Espírito

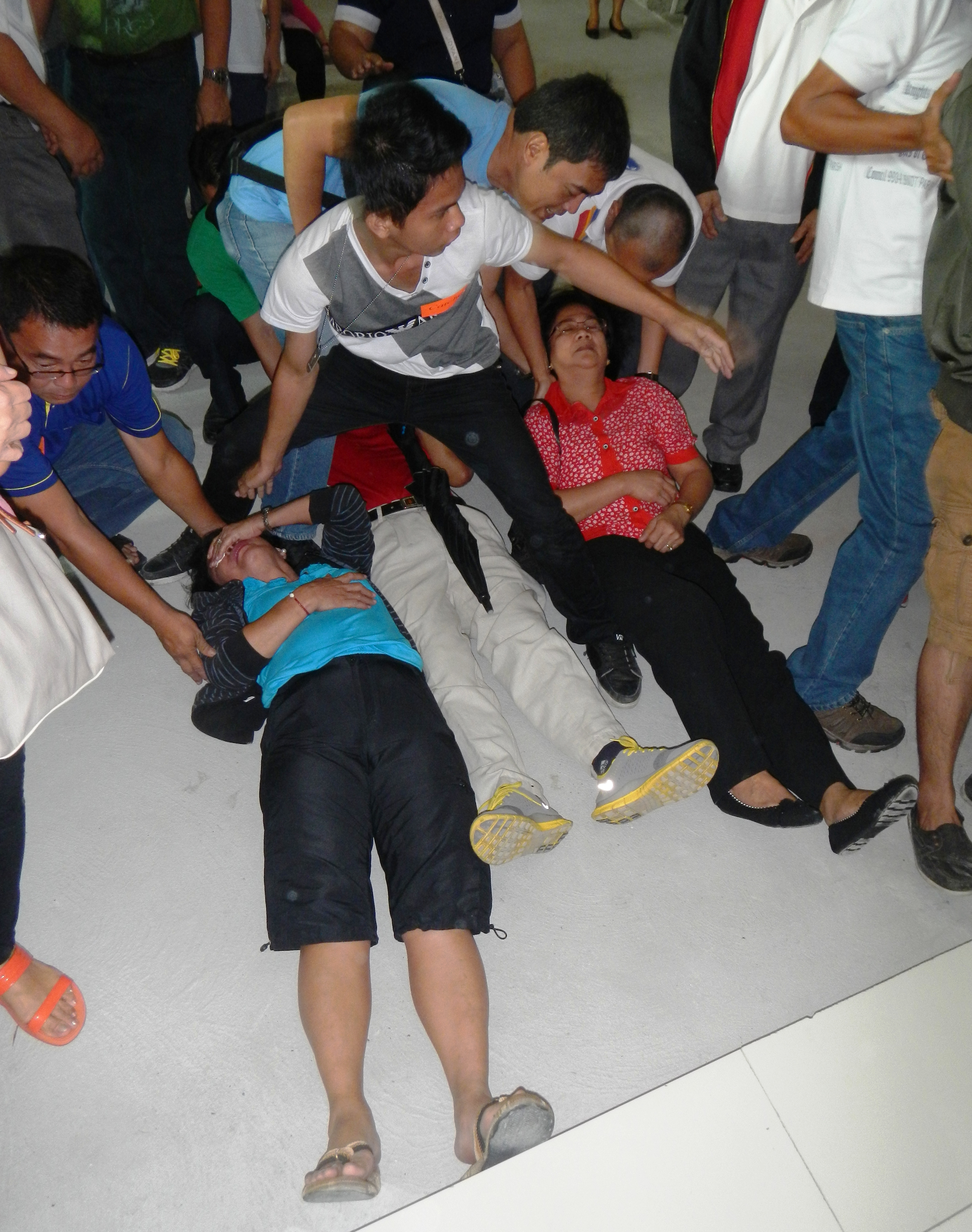
Pessoas "caindo no Espírito" depois de receber uma oração do curandeiro e padre católico Fernando Suarez.

Cair no Espírito é o termo usado pelos cristãos pentecostais e carismáticos para descrever uma forma de prostração em que um indivíduo cai no chão, enquanto passa por um êxtase religioso. Ocorre principalmente como resultado da prática de imposição de mãos, os crentes atribuem este comportamento ao poder do Espírito Santo. Outros termos utilizados para descrever a experiência incluem, descansando no Espírito Santo, caindo no Espírito, e tomar posse do Espírito.

## Descrição
O ato de "Cair no Espírito" pode ocorrer em uma variedade de ocasiões, por exemplo, enquanto uma pessoa reza isoladamente ou em grupo. No entanto, ocorre geralmente em pequenos grupos de oração, conferências religiosas ou retiros, missas regulares e grandes cruzadas de cura. Nas reuniões da igreja ou cruzadas de cura, os participantes podem ser convidados para a frente da igreja ou outro local para receber uma oração de um ministro ou uma equipe de ministros. Muitas vezes, a oração é acompanhada com a imposição de mãos ou uma unção com óleo, e aqueles que estão a ser rezados, recebem o Espírito sobre eles, e caem, geralmente de costas.
Pessoas que experimentaram o fenômeno relatam diferentes graus de consciência que vão desde a total consciência para completa inconsciência. Eles também relatam sentimentos de paz e tranquilidade. Enquanto deitados, eles podem falar em línguas, rir, chorar ou dizer louvores a Deus.

## Críticas
O fenômeno não é aceito pela maioria das denominações cristãs, sendo mais comuns entre os neo-pentecostais e os grupos carismáticos. A principal crítica é a falta de uma base clara na Bíblia, e de que, na melhor das hipóteses, seja um fenômeno psicológico, ou na pior das hipóteses uma manifestação demoníaca. O teólogo Leandro Quadros explica que o texto de 1 Samuel 19:20-24, citado por adeptos do movimento e que apresenta Saul em transe profético, não apoia o “cair no Espírito”, segundo ele: "O contexto nos mostra que Saul não estava participando de nenhum culto de adoração, mas, sendo impressionado por Deus para mudar de vida." Outro texto citado por praticantes do "cair no Espirito", é a história de Ananias e Safira, mas que, segundo críticos, tem uma conotação completamente diferente.